# Dzwonkówka sutkowata

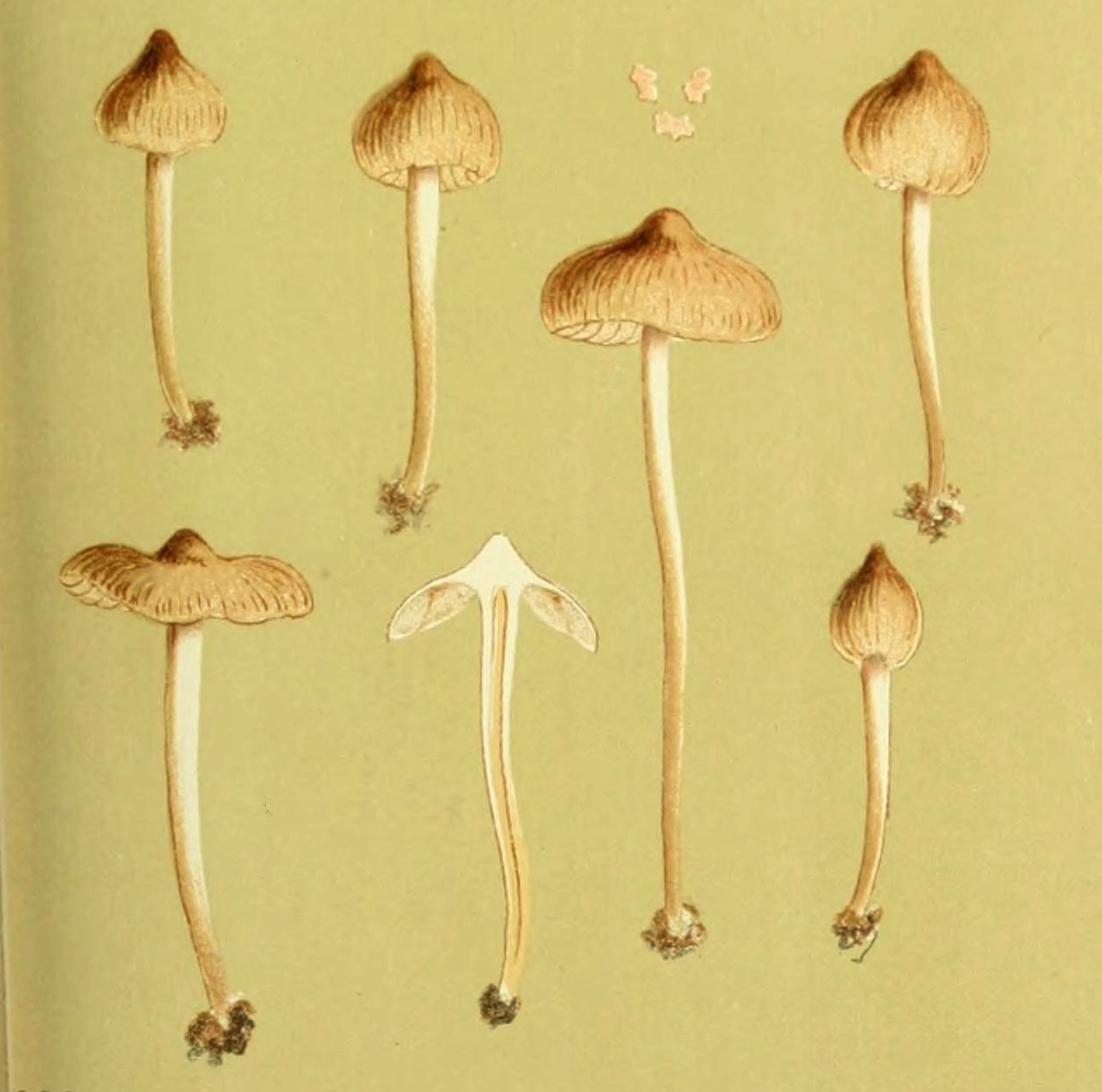

Dzwonkówka sutkowata, rumieniaczek brodawkowaty (Entoloma mammosum (L.) Hesler) – gatunek grzybów z rodziny dzwonkówkowatych (Entolomataceae).

## Systematyka i nazewnictwo
Pozycja w klasyfikacji według Index Fungorum: Entoloma, Entolomataceae, Agaricales, Agaricomycetidae, Agaricomycetes, Agaricomycotina, Basidiomycota, Fungi.
Po raz pierwszy zdiagnozował go w 1763 r. Karol Linneusz, nadając mu nazwę Agaricus mammosus. Obecną, uznaną przez Index Fungorum nazwę nadał mu Lexemuel Ray Hesler w 1967 r. Synonimy:

- Agaricus mammosus L. 1763
- Agaricus mammosus L. 1763 f. mammosus
- Agaricus mammosus L. 1763 var. mammosus
- Latzinaea mammosa (L.) Kuntze 1891
- Nolanea mammosa (L.) Sacc. 1887
- Nolanea mammosa (L.) Sacc. 1887 subsp. mammosa
- Nolanea mammosa (L.) Sacc. 1887 var. mammosa
- Nolanea mammosa var. venezuelana Dennis 1961
- Rhodophyllus mammosus (L.) Quél. 1886
- Rhodophyllus mammosus (L.) Quél. 1886 var. mammosus
- Rhodophyllus venezuelanus (Dennis) Singer 1969

Nazwę zwyczajową zaproponował Stanisław Chełchowski w 1898 r., dwa lata wcześniej Franciszek Błoński używał nazwy rumieniaczek brodawkowaty.

## Morfologia
Owocniki drobne. Kapelusz z wyraźnym garbkiem na środku, prążkowany, koloru łososiowego. Blaszki w kolorze drewna, trzon wysmukły.

## Występowanie i siedlisko
Dzwonkówka sutkowata występuje w Europie i Ameryce Północnej. W piśmiennictwie naukowym do 2003 r. podano na terenie Polski 5 stanowisk.
Wyrasta na ziemi i ściółce latem i jesienią na pastwiskach, łąkach, w zaroślach i w lasach. Owocniki pojawiają się latem i jesienią, zwłaszcza we wrześniu i październiku.